# Ulica Próżna w Warszawie

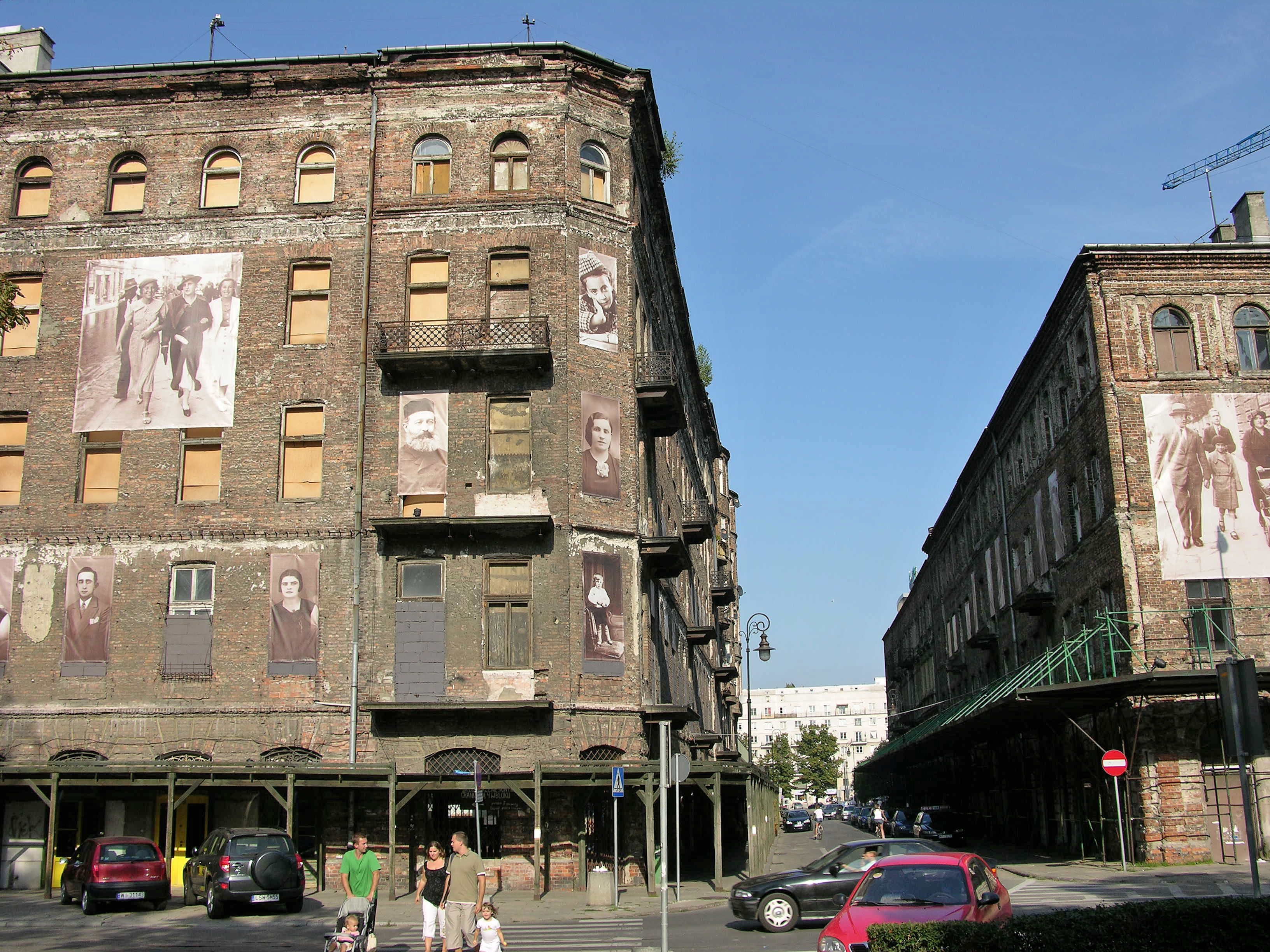
Ulica przed remontem kamienic nr 7, 9, 12 i 14 (2008). Widoczne fotografie polskich Żydów umieszczone na elewacjach przez Fundację Shalom

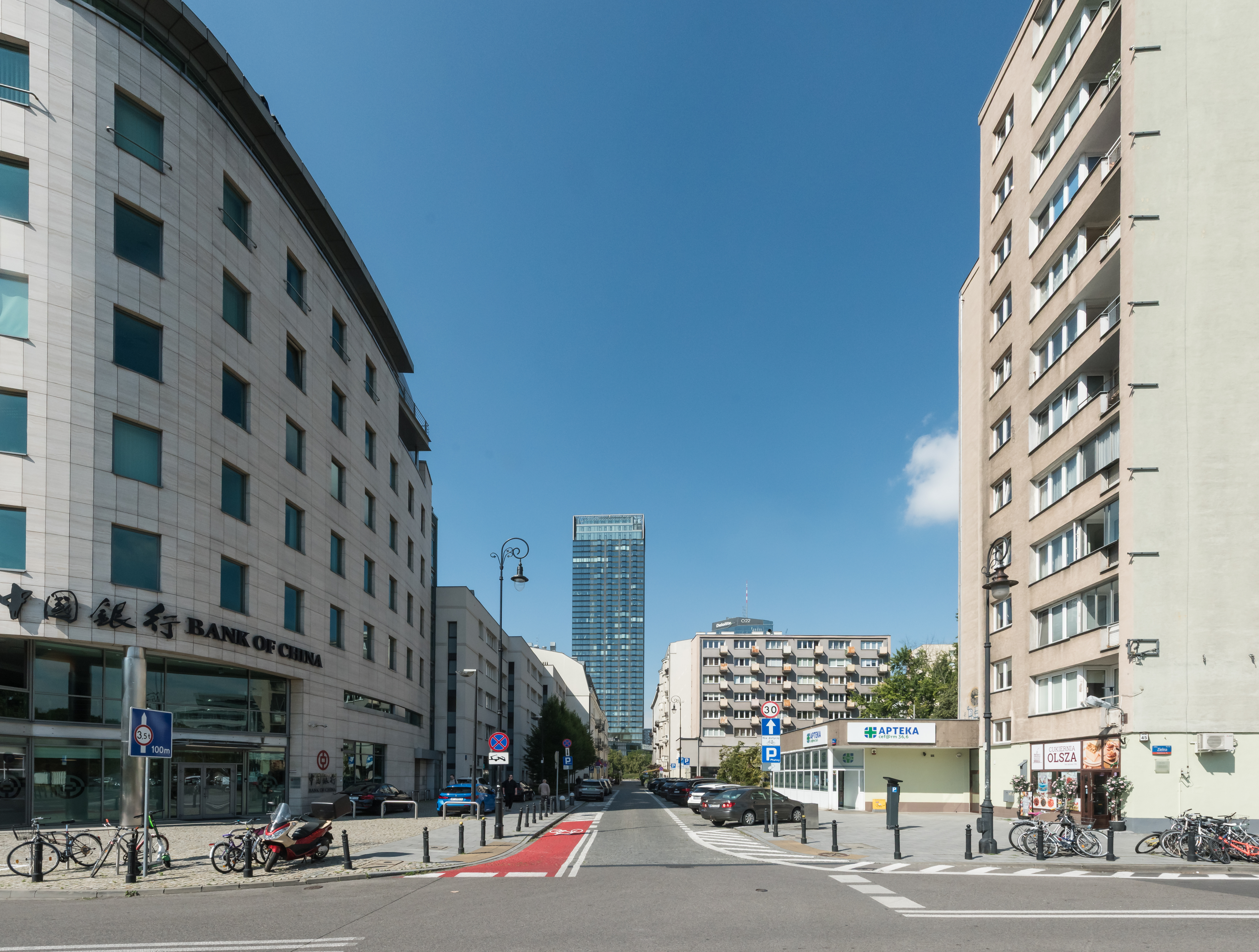
Ulica przy ulicy Zielnej, widok w kierunku zachodnim (2025)

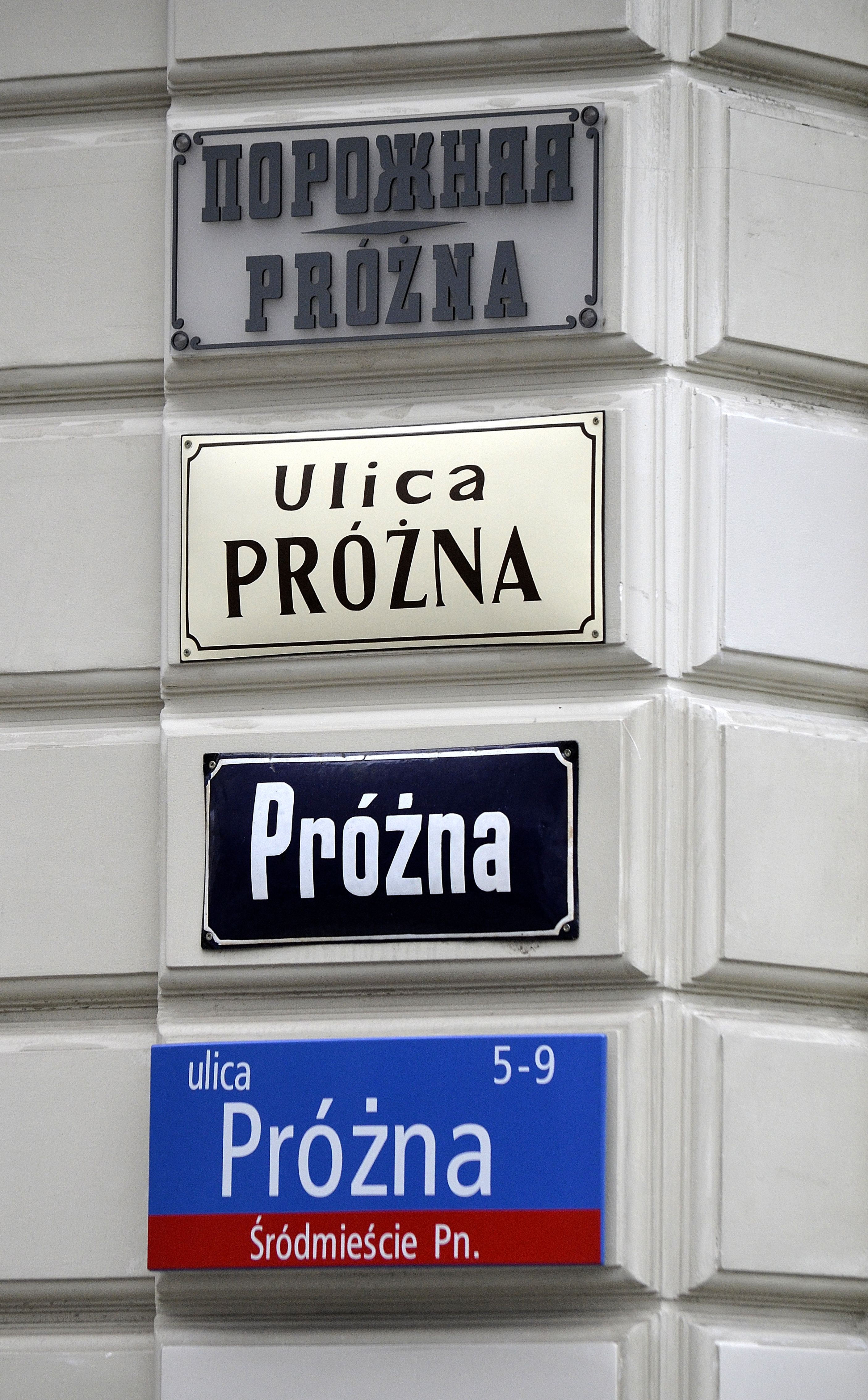
Tablice z różnych okresów istnienia ulicy umieszczone kamienicy Zalmana Nożyka (nr 9)

Ulica Próżna – ulica w dzielnicy Śródmieście w Warszawie.

## Historia
Na początku XVIII w. droga, a od 1757 ulica jurydyki Bielino, prowadząca od jej rynku (współcześnie plac Jana Henryka Dąbrowskiego) do ulicy Zielnej. Ponieważ przebiegała wśród ogrodów, jej pierwotna nazwa to ulica Ogrodowa. Obecną nazwę, która wynikała z braku zabudowy, nadano w 1770.
W drugiej połowie XIX wieku pojawiła się koncepcja przedłużenia Próżnej do placu Grzybowskiego, jednak na przeszkodzie stała dwupiętrowa klasycystyczna kamienica otoczona drewnianymi komórkami i ogrodem należąca do rodziny Adolphów. Projekt przebicia Próżnej został zrealizowany dopiero w 1880 po przejęciu nieruchomości przez Abrama i Zofię Idelsohnów i wsparciu projektu przez prezydenta miasta Sokrata Starynkiewicza.
Po rozebraniu kamienicy Adolphów, na działkach wytyczonych po obu stronach nowego odcinka Próżnej wzniesiono cztery trzypiętrowe kamienice (nr 5, 7, 9 i 10) zaprojektowane przez Franciszka Braumana. W kamienicy pod nr 10 amerykańskie towarzystwo International Bell Telephone, które w listopadzie 1881 otrzymało od rządu rosyjskiego 20-letnią koncesję na budowę i eksploatację sieci telefonicznej w Warszawie, zainstalowało pierwszą w mieście centralę telefoniczną. Z tej niewielkiej (800 numerów) centrali, ze względu na wysoką cenę abonamentu, korzystały głównie urzędy i instytucje.
Pod koniec XIX wieku wśród mieszkańców ulicy Próżnej przeważała ludność żydowska. Ulica miała charakter handlowy, na co wpływało sąsiedztwo ulicy Marszałkowskiej, będącego dużym ośrodkiem handlu wyrobami metalowymi placu Grzybowskiego oraz targowiska Pociejów.
We wrześniu 1939 zabudowa Próżnej częściowo spłonęła.
W listopadzie 1940 zachodnia część ulicy na odcinku pomiędzy Zielną a placem Grzybowskim znalazła się w granicach warszawskiego getta. Została z niego wyłączona kilka miesięcy później, w marcu 1941, po przesunięciu przez Niemców granicy getta w tym rejonie na plac Grzybowski oraz linię ulic Bagno i Wielkiej.
Podczas powstania warszawskiego była terenem walk, m.in. pomiędzy kamienicami nr 9 i 14 wzniesiono barykadę zamykającą wylot Próżnej na plac Grzybowski. W 1944 zniszczeniu uległa większość zabudowy środkowej i wschodniej części ulicy.
Po 1945 zlikwidowano odcinek ulicy między placem Dąbrowskiego i ulicą Zielną.
Próżna jest jedyną z nielicznych warszawskich ulic, której fragment obustronnej zabudowy (cztery kamienice nr: 7, 9, 12 i 14) przetrwał zagładę getta. W 1987 wszystkie cztery budynki zostały wpisane do rejestru zabytków.
Od 2004 roku na ulicy organizowane są wydarzenia w ramach Festiwalu Warszawa Singera.
W latach 2011−2013 kamienice pod numerami 7 i 9 zostały odrestaurowane i przekształcone w kameralny kompleks biurowy Le Palais Office.
W 2014 wyburzono pawilon pod nr 8, w którym mieściło się Austriackie Forum Kultury, a cała ulica została wyremontowana (m.in. ułożono granitowy bruk, ustawiono latarnie „pastorały” oraz odtworzono fasadę zabytkowej kamienicy pod nr 12). W listopadzie tego roku ulica została zamieniona w deptak.

## Inne informacje
- Przy ulicy Próżnej (prawdopodobnie w najwyższej zachowanej kamienicy pod nr 12) znajdowała się siedziba Spółdzielni Pracy „Woreczek”, będąca przykrywką dla organizacji przestępczej kierowanej przez Filipa Merynosa, opisanej przez Leopolda Tyrmanda w powieści Zły (1955)[17].
- Ulicę, wraz z sąsiednią ulicą Bagno, można zobaczyć w jednej ze scen komedii Miś (1981) Stanisława Barei[18].
- W latach 2008–2014 w oknach i na elewacjach kamienic przy Próżnej znajdowały się fotografie polskich Żydów pochodzące ze zbiorów Fundacji Shalom[19]. Stanowiły one fragment liczącego ok. 8000 fotografii zbioru zgromadzonego po ogłoszonym w 1994 apelu Fundacji o przekazywanie zdjęć przedstawiających żydowskich mieszkańców Polski. Zostały wykorzystane m.in. do stworzenia wystawy I ciągle widzę ich twarze, która została pokazana w 29 muzeach na całym świecie[20].
- W 2012 w bramie kamienicy przy Próżnej 14 została umieszczona rzeźba HIM Maurizio Cattelana przedstawiająca modlącego się na klęczkach Adolfa Hitlera[21].
- W 2011 w czasie prac budowlanych prowadzonych przy ulicy (remont kamienic nr 7 i 9) natrafiono na 40-tonowy głaz narzutowy, jeden z największych jakie odnaleziono w ostatnich latach na Mazowszu. Średnioziarnisty jasnoszary granitoid został tu przyniesiony przez lodowiec najprawdopodobniej z okolic Uppsali w Szwecji[22].

## Ważniejsze obiekty
- Kamienica przy ul. Próżnej 7
- Kamienica Zalmana Nożyka (nr 9)
- Kamienica Mozesa Neufelda (nr 12)
- Kamienica Majera Wolanowskiego (nr 14)